# Нижній Кожимвож
Нижній Кожимво́ж (рос. Нижний Кожымвож) — річка в Республіці Комі, Росія, права притока річки Кожим'ю, лівої притоки річки Ілич, правої притоки річки Печора. Протікає територією Троїцько-Печорського району.
Річка протікає на південь та південний схід, середня та нижня течія протікає паралельно річці Кожим'ю.